# Кваша, Гершко Иосифович
Гершко (Герш) Иосифович Кваша (псевдоним Григорий Оленев; 18 августа 1881 — 1933) — российский и советский горный инженер, математик, журналист и переводчик.

## Биография
Родился 18 августа 1881 года в еврейском местечке Меджибож Подольской губернии Российской империи), в семье мелкого коммерсанта Иосифа Иосифовича Кваши (1850—1920) и его жены Леи Лернер, из раввинской семьи.
До тринадцати лет изучал еврейскую литературу и Талмуд. В 1900 году сдал экзамен (экстерном) при Каменец-Подольской гимназии. Затем уехал в Санкт-Петербург для продолжения обучения. Прошёл по конкурсу в Горный институт. В 1904 году был исключён из института, а в 1905 году арестован по политическим мотивам. Из-за политической деятельности задержался с завершением обучения в Горном институте, но исключён не был.
В 1905—1906 годах сидел в тюрьме за участие в политической стачке и Революции 1905 года. Там познакомился со своей будущей женой — Прасковьей Сергеевной Полубояриновой, дочерью мельника из Новочеркасска, учившейся в Санкт-Петербурге на медицинских курсах.
Окончил Горный институт в 1910 году и был оставлен для работы на кафедре математики института (1910—1912).
По поручению правительства Керенского в мае 1917 года Григорий Иосифович был командирован в Соединённые Штаты Америки. Вернулся из США в 1924 году. Работал в Институте «Геолкарта».
Умер в 1933 году. У него было две дочери — Ольга и Лидия. Зять — физик А. И. Шальников.

## Литературная и научная деятельность
Автор переводов с французского и немецкого языков, в том числе «Всеобщей стачки и социализма» Г. Лагаределля, «Великих людей» В. Оствальда, «Истории Земли и жизни» И. Вальтера (со словарём геологических терминов, составленным переводчиком Г. И. Квашой). Редактировал переводы справочников по металлургии и горному делу, опубликовал в 1912 году «Статистико-сравнительные сведения о материальном положении рабочих на приисках Ленского товарищества». Печатал статьи научного политико-экономического направления в «Обновленной жизни», «Современной мысли», «Современном слове», «Столичной почте», «Речи», «Русских ведомостях», «Петербургском курьере», «Журнале для всех», «Мире» и других изданиях. Печатался в специализированных журналах: «Золото и платина», «Промышленность и торговля», «Сельский хозяин», «Финансовое обозрение», «Горно-заводское дело».